# Barbezières
Barbezières är en kommun i departementet Charente i regionen Nouvelle-Aquitaine i västra Frankrike. Kommunen ligger  i kantonen Aigre som ligger i arrondissementet Confolens. År 2022 hade Barbezières 137 invånare.

## Befolkningsutveckling
Antalet invånare i kommunen Barbezières
Referens:INSEE